# Хараль-дель-Прогресо (муниципалитет)
Хараль-дель-Прогресо (исп. Jaral del Progreso) — муниципалитет в Мексике, штат Гуанахуато, с административным центром в одноимённом городе. Численность населения, по данным переписи 2010 года, составила 36 584 человека.

## Общие сведения
Площадь муниципалитета равна 175 км², что составляет 0,57 % от общей площади штата, а наивысшая точка расположена в поселении Сантьяго-Капитиро и равна 1766 метрам.
Кортасар граничит с другими муниципалитетами штата Гуанахуато: на севере с Саламанкой, на востоке с Кортасаром, на юго-востоке с Сальватьеррой, на юге с Юририей, и на западе с Валье-де-Сантьяго.

## Учреждение и состав
Муниципалитет был образован в 1912 году, в его состав входит 45 населённых пунктов, самые крупные из которых:
| Код INEGI | Населённый пункт                                                                           | Численность населения (2005 год) | Численность населения (2010 год) |
| --------- | ------------------------------------------------------------------------------------------ | -------------------------------- | -------------------------------- |
| 018       | Всего                                                                                      | 31780                            | 36584                            |
| 0001      | Хараль-дель-Прогресо (исп. Jaral del Progreso) 20°22′24″ с. ш. 101°03′59″ з. д.            | 17795                            | 20457                            |
| 0035      | Виктория-де-Кортасар (исп. Victoria de Cortazar) 20°20′18″ с. ш. 101°02′02″ з. д.          | 3503                             | 3950                             |
| 0030      | Сантьяго-Капитиро (исп. Santiago Capitiro) 20°18′23″ с. ш. 101°01′04″ з. д.                | 2493                             | 2618                             |
| 0004      | Серрито-де-Камарго (исп. San José del Cerrito de Camargo) 20°25′09″ с. ш. 101°02′32″ з. д. | 1573                             | 1998                             |
| 0003      | Асьенда-Больса (исп. Hacienda de la Bolsa) 20°22′34″ с. ш. 101°06′19″ з. д.                | 1093                             | 1296                             |
| 0022      | Провиденсия (исп. Providencia) 20°21′19″ с. ш. 101°01′06″ з. д.                            | 1058                             | 1173                             |
| 0014      | Эль-Молинито (исп. El Molinito) 20°25′41″ с. ш. 101°04′17″ з. д.                           | 777                              | 930                              |

## Экономика
По статистическим данным 2000 года, работоспособное население занято по секторам экономики в следующих пропорциях: сельское хозяйство, скотоводство и рыбная ловля — 30,3 %, промышленность и строительство — 30,2 %, сфера обслуживания и туризма — 36,7 %, прочее — 2,8 %.

## Инфраструктура
По статистическим данным 2010 года, инфраструктура развита следующим образом:
- электрификация: 98,7 %;
- водоснабжение: 99,4 %;
- водоотведение: 95,2 %.

## Фотографии

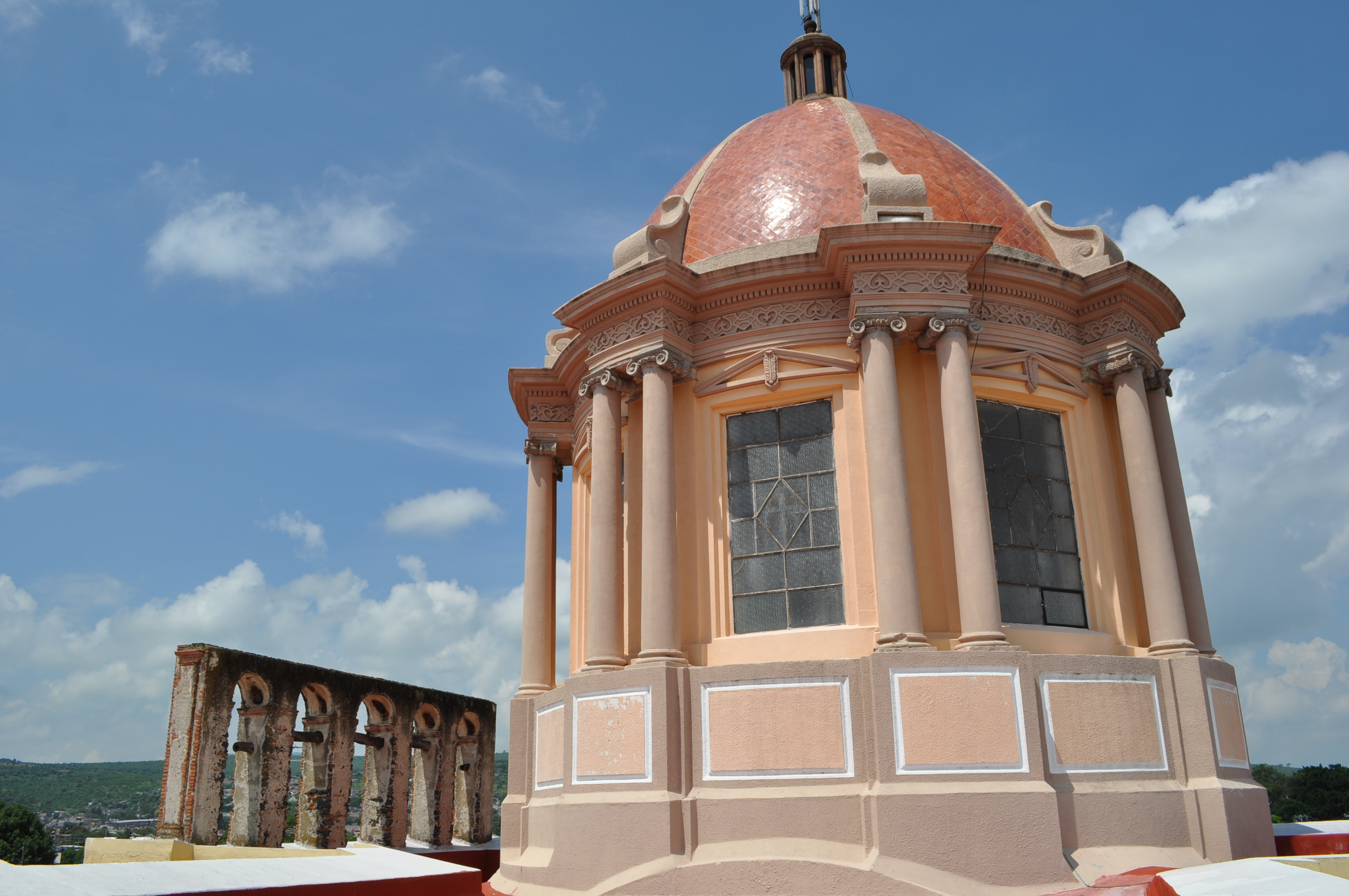
Церковь Святого Николаса
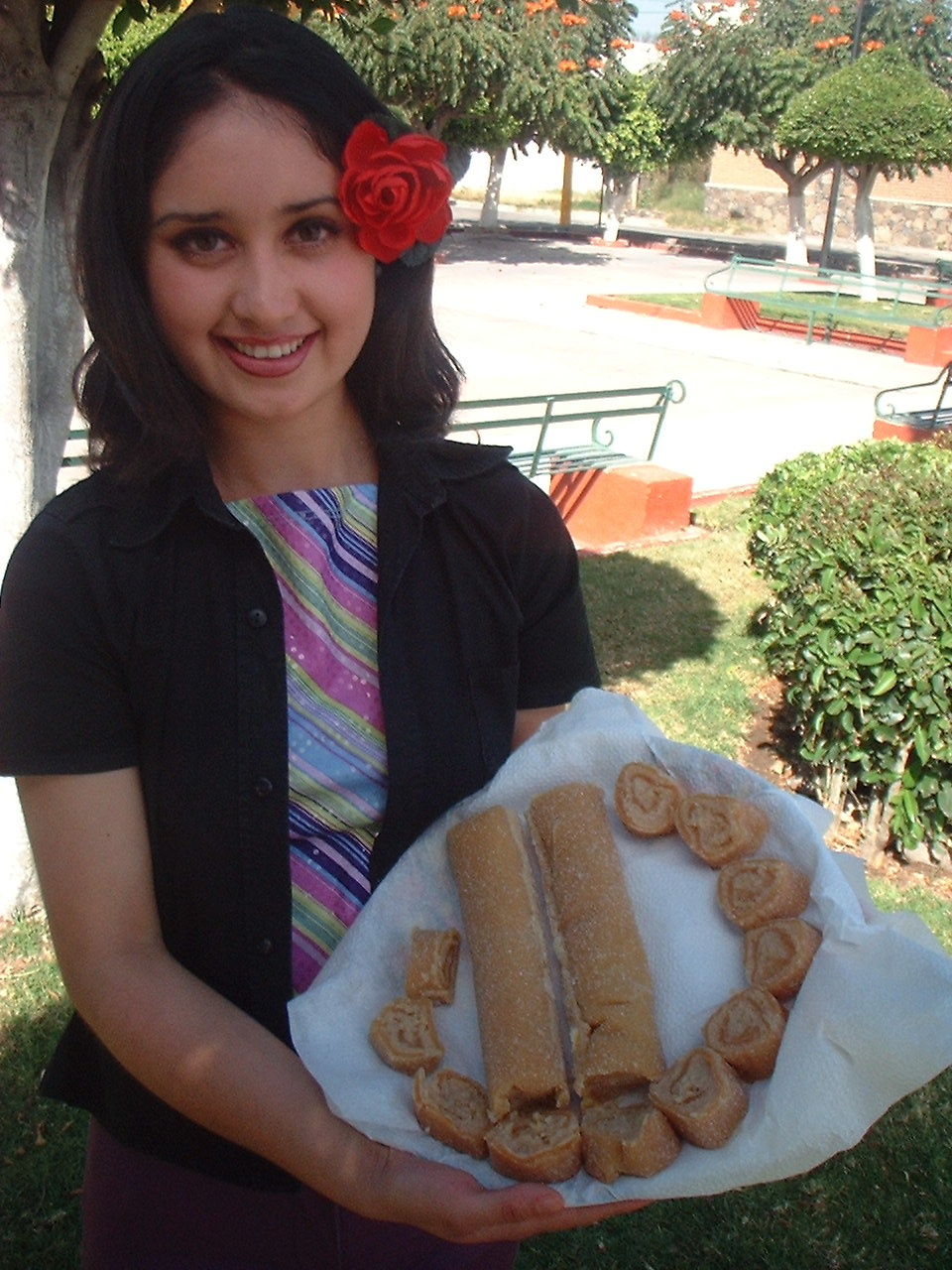
Традиционные блюда из гуайявы